# Tessa Gobbo
Tessa Gobbo (Keene, 8 dicembre 1990) è una canottiera statunitense, vincitrice della medaglia d'oro nell'8 con alle Olimpiadi di Rio de Janeiro 2016.

## Palmarès
- Olimpiadi

Rio de Janeiro 2016: oro nell'8.
- Mondiali

Chungju 2013: oro nel 4 senza.
Amsterdam 2014: oro nell'8.
Aiguebelette-le-Lac 2015: argento nel 4 senza.